# Криштоф Немирич
Криштоф Немирич (д/н — 1619) — український військовик часів Речі Посполитої.

## Життєпис
Походив з шляхетського роду Немиричів гербу Клямри, Олевської гілки. Старший син зем'янина Матвія Немирича та його другої дружини Анастасії Мукарівни. Після смерті батька у 1613 році разом з братами Семеном, Миколаєм та Олександром успадкував Олевськ і Івницю. Відмовився від судової суперечки зі стриєчним братом Стефаном за Черняхівську волость.
Встановив контакти з козаками Черкащини і Запорізької Січі. Ймовірно, брав участь у поході Лжедмитрія I на Москву. Потім був учасником бойових дій Смутного часу.
По поверненню близько 1612 року на батьківщину разом з братами Миколаєм і Семеном зібрав загін, що складалася з козаків, колишніх жовнірів, банітів (вигнанців), зубожілої шляхти, тощо. З ним нападав на маєтності шляхти Київського воєводства. В подальшому діяв спільно з Самійлом Лящем.
У 1618 році його загін було знищено, а самого Криштофа схоплено. Його брати і Лящ втекли на Запорізьку Січ. У 1619 році Немирича було страчено в Києві.